# Monte Whisler
Il Monte Whisler (2.500 m s.l.m.) è una montagna appartenente al British Empire Range sull'Isola di Ellesmere, situata nel territorio canadese del Nunavut.
È situato circa 12 km a nord-est del Monte Barbeau (2616 m), che è la vetta più alta del sistema montuoso. La montagna è completamente circondata dal ghiacciaio Henrietta Nesmith.
Venne mappato per la prima volta nel 1882 dall’United States Army Signal. Fu così nominato in onore di William Whisler.
Il Monte Whisler è la seconda vetta più alta della catena del British Empire Range, che appartiene alla catena montuosa della Cordigliera Artica.